# أبو قبلان اللوزي
عبد الله علي اللوزي «أبو قبلان» (1900 - 1976) شاعر أردني وشيخ عشيرة اللوزيين، ولد بمنطقة الجبيهة في عمّان، عينته الدولة العثمانية مختاراً على منطقة الجبيهة، اتصل بالملك المؤسس عبد الله الأول وكان له معه سجالات شعرية كثيرة، توفي عام 1976.كما أن للشاعر أبو قبلان اللوزي مساجلات شعرية أخرى مع الملك عبد الله الأول.

## من قصائده
يا علي فار قلبي فور دله.. يزعج البن من حر اللهايب..
يا علي حكمكم ما يرضي الله.. واعطيتوا مدموج الساقين شايب..
شيّبني واللي يخليك خلّه.. واطمحوا لما أمر بالغصايب..
صابرين و حنا في مذله.. صبري صبر الجمل و الشين صايب..
تسلموا لي يا علي و السيف سله.. وإعتلى صهوة جواده من الركايب..
وينك يا علي يوم صابتنا المذلة.. نِعم يا علي يا فكّاك النشايب..